# 젠트리
젠트리(영어: Gentry)는 영국에서 귀족으로서의 지위는 없었으나 가문의 휘장을 사용할 수 있도록 허용받은 유산 계층을 이른다. 그러나 역사적인 개념으로는 요먼 이상으로 상류층이다. 귀족은 아니지만 귀족에 준하는 정치인(정치가)을 필두로 관료, 판사, 재벌 등의 학력, 재력, 권력을 갖춘 상류층을 젠트리라고 한다. 또한, 정치인, 관료, 판사, 기업인 중 일부는 귀족의 부류에 속한 사례도 있다. 젠트리는 유교적 신사와는 거리가 멀며 잉글랜드의 법학자였던 존 셀든(John Selden)의 저서 'Titles of Honour'에서 젠틀맨이란, 유럽의 nobility와 그 뜻이 상응하고, 오직 혈통으로만 전해지는 계급임을 분명히 하고 있다.
중산층이라는 오해와 달리 이들과 관련된 어휘는 상류층 혹은 고급적이라는 의미로 쓰이며 국민적 정체성은 별로 없었다. 그래서 졸부들은 젠트리들이 패권을 잡은 후에도 상당히 오랜 세월이 흘러서야 권리를 얻게 되었고, 나중에는 졸부들도 젠트리 서열에 들어갈 수 있게 되었다.
이러한 젠트리는 16세기 이후 중산층인 요먼의 탄압으로 시작된 희생 및 귀족계급의 붕괴의 결과로서 발생, 영국사에서 거의 대부분 지배적인 지위를 확립했으며 그 패권은 20세기 초에까지 이르렀다. 이 계층은 영국의 자본주의와 사회발전에 있어 그 근간을 이루었으며, 영국사의 모든 국면에 걸쳐 그 각인을 남기고 있다.
신사를 뜻하는 영어 단어인 젠틀맨(영어: Gentleman)은 젠트리에서 유래되었다. 그래서 사실 신사의 나라란 교양인이나 지식인보단 가문이 좋은 사람들의 나라에 가깝다.

## 젠틀맨
젠틀맨은 신사와 같은 맥락이라고 볼 수 있다. 그들은 자신의 명예를 가장 중요시 하는 사람들이다. 때문에 아무데서나 향락에 빠지는 것은 진정한 신사가 아니라고 본다. 
젠틀맨을 잘 보여주는 예로는 《지킬 박사와 하이드 씨》의 지킬 박사가 있다. 지킬 박사는 향락에 빠지기를 좋아하는 사람이지만 체면이 신사이기 때문에 향락을 따로 자유롭게 즐길 하이드를 만든다. 우리는 이 장면에서 젠틀맨들도 자유롭고 싶었지만 명예와 체면 때문에 그렇지 못했음을 알 수 있다.

## 총칭
젠트리는 영국의 유산 계층의 총칭이다. 기사 아래의 계급이지만, 귀족에 포함되지 않았다. 그러나 귀족과 젠트리 사이에 칭호는 다르지만, 특권의 차이는 많이 나지 않았고, 둘 다 중세의 봉건영주였기 때문에 하나의 "지주 귀족"으로 취급된다. 치안관 등 지방 행정 조직을 무급으로 맡아 싼 행정기구의 형성을 지원하고, 중앙 관직에 인재를 공급했다. 영지 규모에 따라 향사(영어: Esquire), 신사(영어: Gentleman)로 분류된다.

## 지주 귀족의 형성
젠트리는 중세의 부유층의 총칭이었다. 영국 귀족의 거의 대부분은 윌리엄 1세 의한 노르만 정복 시 잉글랜드 각지에 봉한 노르만족을 기원으로 하며, 그들의 아래에 위치에 있는 젠트리는 그 이전부터의 부유층이었다. 14세기에서 15세기에 걸쳐 젠트리는 귀족의 가신이 되는 경우가 많았지만, 장미전쟁을 계기로 귀족 세력이 급감하면서 그 그늘을 벗어나는 경우가 많았다. 젠트리는 이후 흑사병과 백년전쟁을 시작으로 전란 등 봉건 사회의 동요를 거쳐 16세기에는 영주에서 부농으로 전환을 시작했지만, 이후에도 단순한 토지 취득자로만 간주되지 않고, 귀족과 함께 신사 계급으로서 일정한 존경을 받으며, 사회에 대한 영향력을 계속 유지했다.
19세기까지 영국에서 작위를 가진 귀족 가문은 다른 대륙 국가에 비해 매우 적었고, 또한 젠트리와 귀족 사이에 칭호 외 특권에 있어서 큰 차이는 존재하지 않았다. 따라서 양자는 "지주 귀족"으로서 하나의 전통적인 엘리트 계층을 형성하고 지주 지배 체제를 구축하고 있었다.

## 사회적 유동성
영국에서 젠틀맨들이 사회적 존경을 받았던 것은 그들이 사치품을 즐기는 그런 수탈적 존재가 아니라, 적어도 표면적으로는 사회에 봉사하는 존재로 거절하지 않고, 그것을 주위에 과시하기 위한 그들의 지배야말로 최상의 사람에 의한 지배라고 생각하도록 명분을 유지하고, 계속되었기 때문이다. 그것은 솔선하여 전쟁터에 나갔고, 치안관 등의 관직을 무급으로 맡았으며 자선 사업을 했다. 이러한 행동은 노블레스 오블리주(noblesse oblige, 고귀한 자의 의무)라고 하며 신흥 중산층과 달리 자신의 이익을 돌보지 않는 존재(실제로는 무급직은 불로소득 이외의 정치 참여의 길이 닫고 있었음에도 불구하고)라는 인상을 심어주는데 성공했다.
16세기 중간 계층, 미드링 소트라고 불리는 사람들(곧 중산층을 형성하는)의 발흥이 시작되면서 상업적으로 성공한 그들은 명예와 존경을 요구하게 된다. 그들에게 지주가 될 수 있도록 기회를 제공하는 것은 헨리 8세에 의한 종교개혁이다. 종교개혁으로 수도원이 해체되고, 그 영지는 국왕의 영지로 편입되었고, 그 땅은 이후 행정기구 개혁의 재원으로 삼기 위해 매각되게 되었다. 이 옛 수도원 땅을 영지로 매입하여 성공한 중간 계층의 사람들은 염원하던 젠트리가 될 수 있었던 것이다. 이와 같이 "사업"에 성공한 사람이 성공적인 마무리로 토지를 매입하면 지주가 될 수 있다는 것은 뿌리박힌 출세의 수단이 교역에서 식민지 경영으로 바뀌어도 계속되었다. 이것은 사회에 유동성을 갖게 하고, 성공한 인간을 기존 체제에 도전하는 사람이 아니라, 젠트리라는 체제에 포함시킴으로써 지주 지배 체제에 더욱 안정을 가져왔다.

## 젠트리의 명칭
젠트리는 부농으로 땅을 일구는 본분을 가지고 있었지만, 이것이 그들이 경제 활동에 소극적이었다는 것을 의미하지 않는다. 산업혁명에 필요한 자본을 축적했한 모직물 산업을 추진하는 역할을 했던 것도 젠트리들이다. 16, 17세기 영국에서는 모직물 산업의 중심은 수출용 반완제품 ("구 모직물")에서 "새로운 모직물"로 불리는 얇은 완제품으로 변천해 갔으며, 남쪽 네덜란드 여러 국가에서 대거 망명해온 신교도들(네덜란드 공화국 독립 시 남쪽 네덜란드 주들이 스페인령에 남아 있기 때문에)을 받아들여, 수입에 의존하던 사치품도 직접 만들 수 있게 되었다. 이 "실험 기업"의 활동은 젠트리들의 지도로 진행되었다.
17세기 말부터 18세기 초에 걸쳐 중소 농민이 붕괴하고 대농민이 더 융성하는 젠트리의 양극화가 일어났지만, 본래의 농업 경영에 더해진 이 "자본가적"인 경영 적응 여부에 따라 명암이 엇갈렸다고 보는 견해가 있다. 여기에는 중앙에서 유리한 관직을 얻었던 경우 등 다른 관점에서 반론도 있지만, 아직 결론은 나지 않았다. 어쨌든, 이때부터 젠트리는 "자본주의적인 "경영에 적응을 했고, 이 젠트리층의 기업적인 경향은 영국에서 산업혁명이 발생한 요인 중 하나가 되었다.
시대가 흘러 젠트리의 계급적인 개념은 희석되고, 이와 거의 동의어로 쓰인 젠틀맨이 귀족을 포함한 상류 계층을 통칭하는 말이 되었다. 정치인이라는 신분은 귀족과 왕족을 포괄하기 때문이다. 본래 전통적으로는 젠트리의 기본이 정치인이고, 왕족과 귀족이 정치인이다. 기업가의 경우 기업 집단 가족이 재벌이라는 새로운 신분으로 정치인과 동일한 위치에 있게 되었다. 이를 정재계라고 부른다. 현대의 젠틀맨은 ‘교양 있고 예의 바른 정재계(정치가, 재벌) 인사’를 지칭하는 일상용어다.

## 문학
제인 오스틴의 소설 《오만과 편견》은 젠트리 사회를 그린 작품으로 당시의 영국의 상류계급은 크게 귀족원에 의석을 가지고 작위를 가지는 귀족과 그 이 외의 유산 계급(젠트리)으로 나눌 수 있었지만, 젠트리 계급 내에서도 역사적 혈통, 친족의 질, 재산 등에 의해 격을 따지고 있었다. 일반적인 사교 의례에서는 동등하게 대우를 받았지만, 결혼 등 현실 문제에서는, 그러한 격차를 많이 따졌다. 이런 시대적 배경을 잘 그린 소설이다.
체인질링 더 로스트에서는 진정한 요정들이 젠트리로 불리며 다른 요정들이나 운이 없어서 요정 세계로 끌려온 인간들을 지배한다. 젠트리들은 그들의 세계인 아르카디아에서는 신에 가까운 힘을 가진 요정들이지만 몇몇 강력한 존재들을 제외하면 다른 세상에서는 그 힘을 제대로 발휘하지 못한다. 따라서 태생부터 우월한 진정한 요정들은 다른 요정들에게도 별로 우호적인 집단이 아닐 수 있으며, 나름 상위 요정들조차 가지고 놀다 버리기도 한다. 

## 같이 보기
- 귀족
- 신사
- 요먼
- 젠트리피케이션